# Präsidentschaftswahlen in Niger 1999

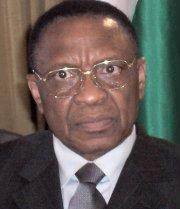
Mamadou Tandja, Sieger der Präsidentschaftswahlen in Niger 1999

Bei den Präsidentschaftswahlen in Niger 1999 wurde mittels Direktwahl der Staatspräsident der Republik Niger gewählt. Der erste Durchgang der Wahlen fand am 17. Oktober 1999 statt, der zweite Durchgang am 24. November 1999. Als Wahlsieger ging Mamadou Tandja (MNSD-Nassara) hervor.

## Hintergrund
Staatspräsident Ibrahim Baré Maïnassara wurde am 9. April 1999 bei einem von Daouda Malam Wanké angeführten Staatsstreich getötet. Das Verfassungsreferendum am 18. Juli 1999 brachte dem Land ein semipräsidentielles Regierungssystem, unter dessen Voraussetzungen die Präsidentschaftswahlen stattfanden. Es stellten sich sieben Kandidaten zur Wahl, darunter Hamid Algabid vom Bündnis für Demokratie und Fortschritt (RDP-Jama’a), der Nachfolgepartei von Maïnassaras Nationaler Union der Unabhängigen für die demokratische Erneuerung, und der frühere Staatspräsident Mahamane Ousmane von der Demokratischen und sozialen Versammlung (CDS-Rahama), der 1996 von Maïnassara bei einem Staatsstreich abgesetzt worden war.

## Ergebnisse

### Erster Wahldurchgang
Von 4.560.508 registrierten Wählern gingen 1.990.370 zu den Urnen. Dies entspricht einer Wahlbeteiligung von 43,6 %. Von den 1.990.370 abgegebenen Stimmzetteln wurden 1.909.241 als gültig und 81.129 als ungültig (bzw. leere Stimmzettel) gewertet.
| Kandidat                   | Partei            | Stimmenanzahl | Stimmenanteil |
| -------------------------- | ----------------- | ------------- | ------------- |
| Mamadou Tandja             | MNSD-Nassara      | 617.320       | 32,33 %       |
| Mahamadou Issoufou         | PNDS-Tarraya      | 435.041       | 22,79 %       |
| Mahamane Ousmane           | CDS-Rahama        | 429.827       | 22,51 %       |
| Hamid Algabid              | RDP-Jama’a        | 206.763       | 10,83 %       |
| Adamou Moumouni Djermakoye | ANDP-Zaman Lahiya | 147.672       | 7,73 %        |
| André Salifou              | UPDP-Chamoua      | 39.641        | 2,08 %        |
| Amadou Ali Djibo           | UNI               | 32.977        | 1,73 %        |

### Zweiter Wahldurchgang
Ein zweiter Wahldurchgang wurde erforderlich, da keiner der Kandidaten beim ersten Wahldurchgang die absolute Mehrheit der Stimmen auf sich vereinen konnte. Von 4.608.090 registrierten Wählern gingen 1.815.411 zu den Urnen. Dies entspricht einer Wahlbeteiligung von 39,4 %. Von den 1.815.411 abgegebenen Stimmzetteln wurden 1.772.654 als gültig und 42.757 als ungültig (bzw. leere Stimmzettel) gewertet.
| Kandidat           | Partei       | Stimmenanzahl | Stimmenanteil |
| ------------------ | ------------ | ------------- | ------------- |
| Mamadou Tandja     | MNSD-Nassara | 1.061.731     | 59,89 %       |
| Mahamadou Issoufou | PNDS-Tarayya | 710.923       | 45,58 %       |

## Folgen
Bei den Parlamentswahlen am 24. November 1999 erzielte der MNSD-Nassara, die Partei des siegreichen Präsidentschaftskandidaten Mamadou Tandja, 38 der 83 Sitze in der Nationalversammlung und damit das beste Ergebnis aller angetretenen Parteien. Tandja wurde am 22. Dezember 1999 als Staatspräsident vereidigt. Er ernannte seinen Parteikollegen Hama Amadou zum Premierminister einer Koalitionsregierung mit der CDS-Rahama von Mahamane Ousmane, seines vormaligen Konkurrenten bei den Präsidentschaftswahlen.